# Черкасов, Иван Антонович
Барон (с 1742) Ива́н Анто́нович Черка́сов (27 января (6 февраля) 1692 — февраль—март 1758) — русский государственный деятель, тайный советник, кабинет-секретарь Петра I, Екатерины I и Елизаветы Петровны. От него происходит баронский род Черкасовых.

## Происхождение
Родился 27 января (6 февраля) 1692 года в семье Антона Романовича, имевшего прозвище «Гусь». Сведения об отце Ивана Антоновича Черкасова, сообщённые последним при оформлении документов, возводящих его в баронское достоинство, гласят:
…отец ево Антон Романов сын Черкасов имелся по фамилии Гусь родился в Малой России в городе Сосницы, а воспитан в Великой России и назван Черкасовым, и оный отец ево находился в службах а именно: был стряпчей дому Тамбовского архиерея, и определен был в Воронеже камисаром к карабельному строению которого строены с монастырей всего государства, и в 1735-м году будучи уже с 1710 году 1718 году в монашестве в Киевском болничном монастыре умре
Таким образом, вопреки распространённому мнению, фамилию Черкасов (от «черкас» — малоросс) носил уже отец Ивана Антоновича.

## Начало службы
В 1705 году поступил подьячим приказной избы во Владимире. Служил в Козлове, Бежецком Верхе, Угличе при князе Григории Волконском. В 1710 году поступил подьячим губернской канцелярии в Архангельске. С 1711 года — в Москве, подьячий Оружейной палаты. В 1712 году переехал в Санкт-Петербург, начав службу в столице канцеляристом при А. В. Макарове, тайном кабинет-секретаре Петра I.
После окончания войны со Швецией Пётр I поручил Макарову написать её историю. Он лично редактировал написанный Макаровым и Черкасовым текст «Гистории Свейской войны». 
В качестве служащего кабинета монарха И. А. Черкасов сопровождал Петра в его поездках по России, исполняя обязанности квартирмейстера. В 1717 году вместе с Петром побывал за границей (в Нидерландах и Франции). Постепенно стал одним из доверенных лиц Петра I, сопровождал его во время Персидского похода 1722—1723 годов. За верную службу в 1723 году получил деревни с 280 душами крестьян.
После смерти Петра Великого, при Екатерине I Черкасов сохранил своё положение, пользуясь доверием императрицы; 24 ноября 1725 года был назначен тайным кабинет-секретарём. Был близок с Бестужевыми, входя в партию противников А. Д. Меншикова.

## Опала
После вступления на престол Петра II позиции Меншикова при дворе ещё более укрепились. Одним из результатов возвышения Меншикова стала высылка в Москву И. А. Черкасова11 июня 1727 года. Впоследствии, несмотря на падение Меншикова, положение Черкасова не улучшилось: решением Верховного тайного совета он был направлен обер-инспектором в Архангельск, а вскоре после этого — привлечён по делу княгини А. П. Волконской и других членов Бестужевского кружка; 13 мая 1728 года Черкасов был допрошен в заседании Верховного тайного совета. Однако серьёзных улик против него не было найдено, и он был сослан в Астрахань «к провиантским делам», где находился до вступления на престол Елизаветы Петровны.

## Возвышение при Елизавете

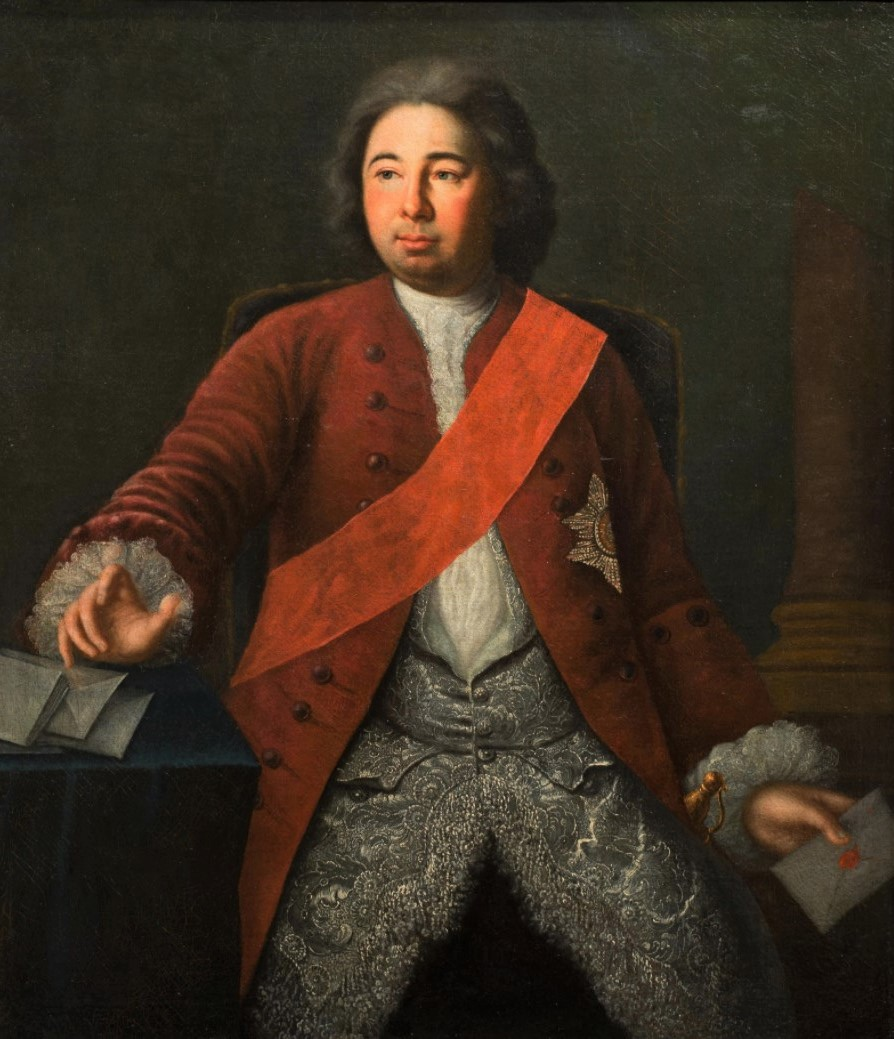
Портрет до 1757 г.

Елизавета Петровна, благоволившая соратникам своего отца, вызвала Черкасова из ссылки в Санкт-Петербург, где 29 ноября 1741 года Иван Антонович был пожалован в действительные статские советники и назначен при дворе её величества «для отправления комнатных письменных дел». Спустя годы после упразднения Верховного тайного совета, Елизавета Петровна восстановила существовавшую ещё при Петре I личную императорскую канцелярию — Кабинет Е. И. Величества, где Черкасову было поручено ведение дел, и он стал снова играть большую роль при дворе, занимая положение не только кабинет-секретаря, но и близкого друга императрицы. Через руки Черкасова проходили практически все дела, как государственной важности, так и малозначительные (вплоть до поставки ко двору свежего винограда и пр.). Он был буквально осыпан благодеяниями императрицы: 25 апреля 1742 года по случаю коронации Елизаветы Петровны он был возведён в баронское достоинство, в 1744 году ему были пожалованы деревни в Дорогобужском уезде Смоленской губернии, а в 1745 году он был произведён в тайные советники.
В 1744 году заинтересованная в производстве русского фарфора Елизавета Петровна поручила И. А. Черкасову организацию Порцелиновой мануфактуры и последующий надзор за ней.
В числе 10 высших сановников Российской империи И. А. Черкасов участвовал и в обсуждении прусско-саксонского вопроса (так называемого вопроса об австрийском наследстве); 27 августа 1747 года по высочайшему указу он был приглашён на заседание Коллегии иностранных дел для обсуждения вопросов о положении в Персии.
Письма Черкасова к графу Н. И. Панину  напечатаны в «Русском архиве» (1882. — Т. II. — С. 407—411.).
О времене смерти Черкасова Н. Н. Павлов-Сильванский писал: 

Гельбиг и Я. Штелин полагали, что он умер в Санкт-Петербурге в 1760 году, кн. Петр Долгоруков и Бантыш-Каменский считали днём его смерти 21 ноября 1752 года, на самом же деле он умер между седьмым сентября 1757 г. — днем пожалования его чином действительного тайного советника, и 19-м октября 1758 года, когда на место умершего барона Черкасова был назначен кабинет-секретарем Государыни действ. ст. сов. Адам Олсуфьев.
 . Современные исследователи считают, что «временем смерти И. А. Черкасова нужно считать день в короткий период февраля-марта 1758 года».

## Семья
Иван Антонович Черкасов был женат на Елене Ивановне Топильской. Дети:
- Александр (1728—1788) — президент Медицинской коллегии, действительный тайный советник;
- Иван (1732—1811) — вице-адмирал;
- Екатерина, жена полковника Е. В. Татищева, старшего сына В. Н. Татищева;
- Пётр, женат на Елизавете Николаевне Жеребцовой.